# Gonatocerus yerongae
Gonatocerus yerongae är en stekelart som beskrevs av Girault 1938. Gonatocerus yerongae ingår i släktet Gonatocerus och familjen dvärgsteklar. Inga underarter finns listade i Catalogue of Life.